# Zudausques
Zudausques là một xã trong tỉnh Pas-de-Calais, vùng Hauts-de-France, Pháp.

## Dân số
| 1962                                                           | 1968 | 1975 | 1982 | 1990 | 1999 | 2006 |
| -------------------------------------------------------------- | ---- | ---- | ---- | ---- | ---- | ---- |
| 350                                                            | 365  | 356  | 423  | 513  | 618  | 792  |
| Số liệu điều tra dân số từ năm 1962: Dân số không tính hai lần |      |      |      |      |      |      |

## Địa điểm nổi bật
- Nhà thờ St.Omer, thế kỷ 15.
- Nhà thờ St.Folquin at Cornettes, thế kỷ 17.